# Пръстеновидна галактика
Пръстеновидна галактика е галактика с формата на пръстен. Пръстенът се състои от еднородни, относително млади сини звезди, които са изключително светли. В центъра си светят в синьо. Астрономите предполагат, че пръстеновидни галактики се образуват, когато малка галактика премине през центъра на голяма галактика. Понеже галактиките съдържат голямо количество празен космос това „сблъскване“ рядко води до реално сблъскване на звезди. Гравитационно разцепване обаче може да доведе до вълна от звездна формация, която да премине през по-голямата галактика.